# Vertragsrecht
Das Vertragsrecht ist ein Rechtsgebiet (überwiegend im Bereich des Zivilrechts), das sämtliche Rechtsnormen umfasst, die das Zustandekommen, die Abwicklung, die Verletzung und die Rechtsfolgen von Verträgen regeln.

## Begriff des Vertrags und Arten
Der Begriff des Vertrags bezeichnet eine rechtsgeschäftliche Übereinkunft zwischen zwei oder mehr Parteien und ermöglicht Teilnehmern am Rechtsverkehr (typischerweise Privatpersonen und Unternehmen) rechtlich verbindliche Vereinbarungen zu treffen. Umfasst ist dabei jede rechtsgeschäftliche Übereinkunft zwischen zwei oder mehr Beteiligten, also nicht nur förmlich (typischerweise schriftlich) abgeschlossene Verträge, sondern auch alltägliche Geschäfte (Kauf von Nahrungsmitteln im Supermarkt, Fahrt mit einem Nahverkehrsmittel, Kauf einer Kinokarte).
Je nach Vertragsinhalt (Vertragsgegenstand) und den beteiligten Vertragsparteien wird zwischen diversen Vertragsarten unterschieden, die in Deutschland überwiegend im Bürgerlichen Gesetzbuch (BGB) geregelt und dem Bereich des Zivilrechts zuzuordnen sind. Alltäglich auftretende Verträge sind der Kaufvertrag, Arbeitsvertrag, Mietvertrag, Bauvertrag, Kreditvertrag, Leasingvertrag, Leihvertrag, Pachtvertrag oder Versicherungsvertrag.
Daneben existieren im öffentlichen Recht der öffentlich-rechtliche Vertrag nach 54 VwVfG und darüber hinaus die zwischen verschiedenen Staaten geschlossenen Staatsverträge und völkerrechtlichen Verträge nach Art. 59 Abs. 1 Satz 2 GG.

## Vertragsrecht in verschiedenen Rechtskreisen

### Deutschland
Im deutschen Recht ist der zivilrechtliche Vertrag abstrakt lediglich rudimentär in den §§ 145–157 BGB geregelt und unterfällt den Rechtsgeschäften. Der Vertrag ist ein mindestens zweiseitiges Rechtsgeschäft, durch welchen zwei oder mehr Personen mittels übereinstimmender Willenserklärungen eine oder mehrere rechtliche Folgen herbeiführen. Vereinfacht gesagt, ist der Vertrag das rechtliche Mittel, damit zwei oder mehr Personen bestimmte Rechte und Pflichten untereinander regeln können.
Aufgrund des in Deutschland geltenden Trennungs- und Abstraktionsprinzips sind Verträge im deutschen Recht auf oberster Stufe in zwei Kategorien einzuteilen, in Verpflichtungsverträge und Verfügungsverträge. Verpflichtungsverträge regeln die Pflicht einer oder mehrerer Personen zu einem Tun oder einem Unterlassen (»X und Y sind sich einig, dass X verpflichtet sein soll, ihr Auto an Y zu übergeben und Y das Eigentum daran zu übertragen«). Verfügungsverträge setzen eine Verpflichtung um und verändern die in Bezug auf Gegenstände geltende Rechtslage (»X und Y sind sich einig, dass X an Y das Eigentum an ihrem Auto überträgt«). In der Praxis fallen Verpflichtungsverträge und Verfügungsverträge oftmals zeitlich zusammen und werden nicht klar voneinander getrennt.
Es gilt der Grundsatz der Vertragsfreiheit; es steht Teilnehmern am Rechtsverkehr grundsätzlich frei, jede beliebige rechtsgeschäftliche Vereinbarung zu treffen. Insbesondere besteht weder ein Formzwang (siehe Zustandekommen) noch eine Pflicht, einen Vertragstyp aus den gesetzlich geregelten Typen zu wählen (Gestaltungsfreiheit) (siehe Vertragstypen und im Gegenzug dazu den im Sachenrecht geltenden numerus clausus).

#### Zustandekommen
Ein Vertrag kommt durch jedes Verhalten zweier oder mehrerer Personen zustande, aus welchem sich der rechtliche Wille ableiten lässt, etwas verbindlich zu vereinbaren. Dabei geht das BGB grundsätzlich davon aus, dass eine Partei der anderen Partei ein Angebot unterbreitet („Antrag“, § 145 BGB) und der Vertrag durch die Annahme (§ 151 BGB) des Angebots zustande kommt. Angebot und Annahme können in der Praxis schwer voneinander zu trennen sein und zeitlich zusammenfallen (beispielsweise, wenn ein Vertragstext zwischen zwei Parteien ausgehandelt und letztendlich in einem gemeinsamen Termin unterschrieben wird).
Verträge können dabei grundsätzlich formfrei geschlossen werden. Sie können deshalb nicht nur durch Unterschrift auf einem Dokument, sondern auch durch mündlich Erklärungen (z. B. beim Kauf von Brötchen beim Bäcker oder Waren im Supermarkt) oder durch wortloses, schlüssiges Verhalten (konkludent, z. B. durch Bedienen eines Warenautomat oder das Einsteigen in ein Nahverkehrsmittel) zustande kommen. Für manche Verträge ist davon abweichend eine bestimmte Form (Schriftform, Textform, elektronische Form, Beglaubigung oder Beurkundung) gesetzlich vorgeschrieben, so zum Beispiel für den Kaufvertrag über ein Grundstück nach § 311b BGB. Ein Formerfordernis kann auch in einem Vertrag selbst vereinbart werden, beispielsweise für die spätere Anpassung des bereits geschlossenen Vertrags (die ihrerseits den Abschluss eines neuen Vertrags darstellt).

#### Vertragsgestaltung
Formale Verträge, also schriftliche Verträge in strukturierter Form, werden üblicherweise in drei Teile gegliedert:
- Zu Beginn werden zuerst die Vertragspartner (Kontrahenten, Parteien) bzw. Teilnehmer benannt und im Vertragstext verwendete Begriffe definiert.
- Im Hauptteil werden die Willenserklärungen dargelegt, zu denen sich die Vertragspartner verpflichten bzw. die sich die Teilnehmer auferlegen oder das Ziel, das sie durch den Vertrag erreichen wollen.
- Am Ende wird per Unterschrift, Siegel etc. bestätigt, dass die Vertragspartner den Vertragstext verstanden haben und sich damit einverstanden erklären.

#### Vertragstypen
Das deutsche Recht beinhaltet neben den abstrakten Regelungen zum Vertrag im sogenannten Besonderen Teil des Schuldrechts (§§ 433-853 BGB) diverse Vertragstypen mit zugehörigen Regelungen, insbesondere den Kaufvertrag, den Mietvertrag, den Dienstvertrag und den Werkvertrag. Die entsprechenden Vorschriften enthalten (teilweise verpflichtende, unabdingbare) Regelungen zu den Voraussetzungen und Rechtsfolgen der Vereinbarung etwaiger vertraglicher Pflichten. So definiert beispielsweise § 434 BGB, wann eine verkaufte Sache mit einem (Sach-)Mangel behaftet ist und welche Rechte der Käufer in einem solchen Fall geltend machen kann.
Praktisch kommt es oftmals zur Überschneidung der Regelungen bzw. zu einer vertraglichen Vereinbarung, die Elemente aus verschiedenen Vertragstypen enthält (typengemischter Vertrag). Die deutsche Rechtsprechung hält in so einem Fall diejenigen Vorschriften für anwendbar, die auf den konkreten Teil des Vertrages inhaltlich bestmöglich zugeschnitten sind (Kombinationstheorie). Sind bei einer All-Inclusive-Hotelbuchung Dusche und Waschbecken funktionsunfähig, richten sich die Rechte des Hotelgastes insoweit nach den Bestimmungen des Mietvertragsrechts (§§ 535-580a BGB), während bei verdorbenen Lebensmitteln am Buffet die Bestimmungen des Kaufvertragsrechts zur Anwendung kommen (§§ 433-479 BGB).

### China und Japan
China und Japan teilen, bei allen Unterschieden, die eine Verbindung zu einem eigenen Rechtskreis verbieten, ein über Jahrhunderte gewachsenes ähnliches kulturelles und geistesgeschichtliches Fundament. Der konfuzianischen Tradition beider Länder entstammt eine gemeinsame Abneigung gegen vor staatlichen Gerichten einzuklagendes Recht. Viele, dem westlichen Juristen unverzichtbar scheinende Teilungen wie Recht und Moral, Verwaltung und Justiz, Öffentliches, Straf- und Privatrecht, Recht und Pflicht, materielles und Prozessrecht waren im China der Qing-Dynastie und dem Tokugawa-Japan unbekannt. Die jeweiligen Zentralregierungen beschränkten sich auf die Aufgaben der Verwaltung und sahen die Schlichtung von Streitigkeiten einzelner Personen durch Bereitstellung von Gerichten nicht als ihre Aufgabe an. Subjekte der staatlichen Verwaltung waren nicht einzelne Individuen, sondern die jeweiligen Dorf- oder Familienoberhäupter. Entsprechend diesem sozio-kulturellen Umfeld ist das westliche Rechtsinstitut Vertrag, als eine zwischen Individuen geschlossene, vor Gerichten einklagbare und durchsetzbare Vereinbarung, in China und Japan vor 1900 unbekannt.

#### Japan zur Tokugawa-Zeit
Unter dem Shogunat der Tokugawa-Familie (1603 bis 1867) entstand in Japan eine streng ständisch-feudale Gesellschaft. Der unterste Stand war der der Kaufleute. Über ihnen standen Handwerker, Bauern und Krieger. Kleinste Einheit waren die etwa 150.000 mura. Etwa 85 % der 30 Millionen Einwohner siedelten in Mura. Ihnen war ein großer Spielraum bei der Gestaltung ihrer inneren Angelegenheiten eröffnet, solange sie ihre Steuern zahlten und Dienste leisteten. Die räumliche und soziale Mobilität war äußerst gering. Die Funktion von Verträgen innerhalb dieser Mura wurde durch Vereinbarungen übernommen, deren Einhaltung durch soziale Kontrolle und im schlimmsten Fall durch Ausschluss aus der Gemeinschaft gewährleistet wurde.
In den Burgstädten, die Sitz der jeweiligen Shogun oder Daimyo waren, siedelten größtenteils Samurai und Händler. Es entwickelte sich eine rege Handelstätigkeit. In der Regel war diese auf Angehörige desselben Standes beschränkt. Die höhere Einwohnerzahl machte eine Überwachung durch soziale Sanktionen nur eingeschränkt möglich, die geschlossenen Vereinbarungen waren komplexer. Zu Beginn des 19. Jahrhunderts schlossen sich Kaufleute zu Gilden zusammen, die die Durchsetzung von Vereinbarungen effizient durch informelle Übereinkünfte ermöglichten.
In den seltenen Fällen, in denen die jeweiligen sozialen Verbünde einen Konflikt nicht konsensual beilegen konnten, konnte die Shogunatsverwaltung eingreifen. Darin ist kein Anspruch des Einzelnen auf Rechtsschutz zu sehen, sondern vielmehr ein Akt der Gnade zur Aufrechterhaltung des öffentlichen Friedens. Die Beamten agierten dabei weniger als Richter denn als Mediator mit dem Ziel einer einvernehmlichen Lösung. Eine Überprüfung dieser Mediation im Sinne einer Berufung gab es nicht.

#### Modernes chinesisches Vertragsrecht
Die Entwicklung des modernen chinesischen Vertragsrechts kann deutlich in zwei Phasen eingeteilt werden: Eine erste von 1949 bis 1978 und eine zweite seit 1979. Die chinesische Wirtschaft befand sich 1949 in desolatem Zustand. Der Bürgerkrieg hatte das Land in mehrere regionale Einheiten gespalten. Daneben bestanden verschiedene wirtschaftliche Sektoren, die sich durch den Anteil des staatlichen Eigentums bzw. staatlicher Intervention unterschieden. Zur Wiederherstellung eines einheitlichen nationalen Wirtschaftsraums und der Verknüpfung des sozialistischen mit dem privaten Sektor wurde innerhalb Chinas zunächst freier Handel zugelassen. Wichtiger Schritt in der ersten Phase war der Erlass einer Vorläufigen Methode für Vertragsschlüsse zwischen Behörden, Staatsunternehmen und Kooperativen. Ihre Anwendbarkeit beschränkte sich somit auf den sozialisierten Sektor der Wirtschaft. Die wichtigsten Regelungsinhalte waren:
- Zwischen Staatsorganen, staatseigenen Unternehmen und Genossenschaften mussten schriftliche Verträge über alle Rechtsgeschäfte von gewisser Relevanz abgeschlossen werden, soweit sie nicht unmittelbar durchgeführt wurden.
- Verträge konnten nur zwischen juristischen Personen und nicht zwischen Individuen geschlossen werden.
- Alle Zahlungen mussten durch Banken der Partei abgewickelt werden.
- Für Darlehen mussten entweder dingliche Sicherheiten geboten werden oder die vorgesetzte Behörde musste für die Rückzahlung bürgen. In letzterem Fall überwachte die vorgesetzte Behörde die Durchführung des Vertrages.
- Bei Vertragsverletzung haften Schuldner und Bürge gemeinsam auf Schadensersatz.
- Jeder Vertragsschluss musste der vorgesetzten Behörde gemeldet werden.
- Streitigkeiten aus Verträgen wurden von der vorgesetzten Behörde geschlichtet. Scheiterte die Schlichtung konnte vor dem Volksgerichtshof geklagt werden.[11]

Verträge blieben in den 50er und 60er Jahren hauptsächlich Mittel staatlicher Wirtschaftsplanung und wurden durch Formulare geschlossen, in denen nur noch Namen, Mengen und Termine einzutragen waren. Das Wirtschaftsvertragsgesetz von 1981 ließ demgegenüber Vertragsfreiheit in gewissem Umfang zu. Auch dieses Gesetz galt jedoch nur für Verträge zwischen staatlichen Unternehmen. Für rechtliche Teilgebiete folgten in den Jahren 1985 und 1987 das Außenwirtschaftsvertragsgesetz und das Technikvertragsgesetz. Die Allgemeinen Grundsätze des Zivilrechts stellten 1986 den ersten Versuch, das Vertragsrecht auf eine breitere und systematischere Grundlage zu stellen. Das Nebeneinander verschiedener Gesetze, zahlreiche Ausführungsbestimmungen und über 50 Weisungen des Volksgerichtshofs führten jedoch zu großer Rechtsunsicherheit und zahlreichen Lücken – einfachste Grundlagen wie Angebot und Nachfrage oder die Aufrechnung blieben ungeregelt; gesetzgebungstechnisch wurden vage Formulierungen bevorzugt, um im Zweifel eine der Partei günstige Auslegung zu sichern. Mit dem langfristigen Ziel der Erarbeitung eines Zivilgesetzbuches begann im Oktober 1993 die Rechtsarbeitskommission des Nationalen Volkskongresses die Arbeiten zu einem einheitlichen und umfassenden Vertragsrecht. 1999 trat schließlich das Vertragsgesetz in Kraft. In Gesetzgebungstechnik und Inhalt stützt es sich in weiten Teilen auf das deutsche BGB.

## Rechtsvergleichende Analyse

### Vertragsfreiheit
In fast allen modernen Privatrechtskodifikationen wie auch in den Regeln des common law gilt der Grundsatz, dass als bindend anzuerkennen ist, was die Parteien vereinbart haben (was grundsätzlich auch dann gilt, wenn die Vereinbarung von den gesetzlichen Bestimmungen abweicht). Es gilt der Grundsatz der Vertragsfreiheit. Exemplarisch ist etwa die Formulierung des schweizerischen Obligationenrecht

„Der Inhalt des Vertrages kann innerhalb der Schranken des Gesetzes beliebig festgestellt werden.“

Ähnlich ist es im Artikel 1134 des französischen Code civil formuliert:

« Les conventions légalement formées tiennent lieu de loi à ceux qui les ont faites »

Im deutschen Recht existiert keine entsprechende Regelung; der Grundsatz der Vertragsfreiheit ergibt sich vielmehr indirekt aus der Regelung des § 311 BGB und im Umkehrschluss daraus, dass diverse Gesetze für bestimmte Fälle eine Abweichung von den gesetzlichen Bestimmungen ausdrücklich untersagen (z. B. § 86 Absatz 4 HGB).
Seine rechtsdogmatische Begründung findet dieser Grundsatz zum einen in naturrechtlichen Erwägungen (der Mensch ist in seinen Entscheidungen grundsätzlich von Natur aus frei und muss daher auch über den Abschluss von rechtsverbindlichen Übereinkünften grundsätzlich frei entscheiden können) und zum anderen in utilitaristischen Erwägungen (der Umgang von Menschen innerhalb einer Gesellschaft erfordert die Freiheit, sich zum Abschluss von rechtsverbindlichen Vereinbarungen frei entscheiden zu können).
Einschränkungen erfährt der Grundsatz der Vertragsfreiheit in Fällen, in welchen ein Mensch aus inneren (Geschäftsunfähigkeit, Irrtum) oder äußeren Gründen (z. B. Drohung, Zwang oder Täuschung durch den Vertragspartner oder einen Dritten) keine freie Entscheidung zu treffen vermag. Hinzu kommen Fälle, in welchen das Gesetz davon ausgeht, dass eine freie Entscheidung einer Partei aufgrund des Verhältnisses der Vertragspartner zueinander von vorneherein nicht möglich ist (z. B. bei der Begründung von Arbeitsverträgen aufgrund der "stärkeren Position" des Arbeitgebers).

### Zustandekommen von Verträgen
In allen entwickelten Rechtssystemen kommen Verträge durch Angebot und Annahme zustande. Dabei hat sich in Deutschland mit dem sog. AGB-Recht (§ 305-310 BGB) eine Besonderheit entwickelt; allgemeine Geschäftsbedingungen einer Partei werden in der Regel nur bei Einhaltung bestimmter Voraussetzung Teil des Vertrags und unterliegen darüber hinaus einer Inhaltskontrolle.
Das anglo-amerikanische Recht misst dem Angebot die geringste Bindung bei: Es ist grundsätzlich frei widerruflich, selbst dann, wenn der Anbietende sich innerhalb einer Frist für gebunden erklärt hat. Konstruktiv wird dies damit gerechtfertigt, dass das common law für jegliche Bindung eine Gegenleistung (siehe Consideration (Vereinigte Staaten)) fordert. Im Grundsatz gilt diese Regelung auch im romanischen Rechtskreis, wurde jedoch durch die Rechtsprechung insoweit eingeschränkt, als dem Adressaten ein Schadensersatzanspruch zusteht, wenn der Anbietende sich innerhalb einer Frist für gebunden erklärt hat, die Erfüllung des Vertrages aber sodann verweigert. Das deutsche Recht hält den Anbietenden nach § 145 BGB für gebunden: Ein Widerruf ist (vorbehaltlich besonders geregelter Ausnahmefälle, z.B.bei Verbraucherverträgen § 355 BGB) grundsätzlich ohne jegliche Wirkung; ähnliches gilt auch für die übrigen Länder des deutschen Rechtskreises, wie der Schweiz, Österreich, Portugal und Griechenland.
Die Vereinheitlichung auf internationaler Ebene gestaltete sich aufgrund der stark divergierenden Lösungen schwierig. Für das UN-Kaufrecht (CISG) gelang ein Kompromiss, der der deutschen Lösung recht nahekommt: Das Angebot ist zwar grundsätzlich frei widerruflich, jedoch enthält Art. 16 Abs. 2 CISG Ausnahmen, die die praktisch wichtigsten Fälle hiervon ausnehmen und eine Bindung an das Angebot statuieren.

#### Geschäftsfähigkeit
Der Abschluss von Verträgen setzt prinzipiell die Fähigkeit voraus, Rechtsgeschäfte wirksam abschließen zu können (Geschäftsfähigkeit). Verträge, die unter Beteiligung einer geschäftsunfähigen Partei geschlossen wurden, sind grundsätzlich nichtig, sie gelangen schon nicht zur Entstehung. Entsprechende Regelungen in den verschiedenen Rechtsordnungen dienen vorrangig dem Schutz derjenigen, deren geistige Entwicklung oder geistiger Zustand nicht das notwendige Maß an Einsicht bzw. Steuerungsfähigkeit für die Teilnahme am Rechtsverkehr hat. Die grundsätzliche Geschäftsfähigkeit ist in diversen Rechtsordnungen an die Volljährigkeit gekoppelt.
Das deutsche Rechtssystem geht (auf Basis naturrechtlicher Erwägungen) grundsätzlich davon aus, dass jede natürliche Person geschäftsfähig ist und regelt daher lediglich, wer geschäftsunfähig (§ 104 BGB) bzw. aufgrund seines Alters zwischen 7 und 18 Jahren nur beschränkt geschäftsfähig (§ 106-113 BGB) ist.
Die Geschäftsfähigkeit ist von der Rechtsfähigkeit zu unterscheiden, also von der Fähigkeit, Träger von Rechten und Pflichten zu sein. Natürliche Personen sind bereits ab der Geburt rechtsfähig.

#### Stellvertretung
Verträge können auch dadurch zustande kommen, dass eine Partei sich bei dem Abschluss durch einen Stellvertreter vertreten lässt.
Dem römischen Recht war das Konzept der Stellvertretung nicht bekannt. Sie ist seit dem 17. Jahrhundert als Produkt wirtschaftlicher Notwendigkeit in einer modernen arbeitsteiligen Gesellschaft entstanden. „Ursprünglich gibt es nirgends direkte Stellvertretung. Sie ist ein juristisches Wunder.“ Ausgangspunkt für die moderne Lehre von der Stellvertretung war die naturrechtliche Vorstellung der Parteiautonomie durch Hugo Grotius und Christian Wolff. Über Robert-Joseph Pothier kam die Stellvertretung schließlich in den Code civil, dessen Art. 1984 den Auftrag wie folgt definiert:

« Le mandat ou procuration est un acte par lequel une personne donne à une autre le pouvoir de faire quelque chose pour le mandant et en son nom. »

Der Code civil trennt dabei nicht zwischen dem zugrunde liegenden Schuldverhältnis (dem mandat ‚Auftrag‘) und Befugnis zur Vertretung, d. h. der Vollmacht. Auch das österreichische ABGB ordnet die Bevollmächtigung den vertraglichen Schuldverhältnissen zu. Die Vollmacht ist hier mit dem Auftrag letztlich identisch. Einen Unterschied zwischen beiden behauptete erst von Jhering 1847, ihre abstrakte Wirksamkeit Laband.
Das deutsche Recht kennt heute drei Arten der Stellvertretung, die durch Rechtsgeschäft erteilte Vertretungsmacht ("Vollmacht", § 167 BGB), die gesetzliche Vertretungsmacht (z. B. der Eltern für einen Minderjährigen nach § 1629 BGB) und die organschaftliche Vertretungsmacht (z. B. des Geschäftsführers einer GmbH nach § 35 GmbHG). In allen Fällen ist der Stellvertreter berechtigt, mit Wirkung für und gegen den Vertretenen Verträge abzuschließen, die dieser dann zu erfüllen hat.

#### Drohung, Zwang und Täuschung
Ein geschlossener Vertrag entfaltet in allen kontinentalen Rechtsordnungen auch dann keine Wirkung, wenn er unter Anwendung von Zwang oder durch Bedrohung oder Täuschung der anderen Partei zustande gekommen ist. Die Drohung wird dabei einerseits gegenüber physischem Zwang abgegrenzt, andererseits gegenüber der Ausnutzung einer bestehenden Zwangslage. Das common law im engeren Sinne zieht die Grenze anders: Erklärungen sind nur dann unter duress zustande gekommen, wenn sie durch Androhung körperlicher Gewalt oder Freiheitsberaubung herbeigeführt wurden. Eine Korrektur erfuhr diese enge Auffassung durch die Figur des undue influence bei den equity-Gerichten; auch wenn diese Figur primär auf die Ausnutzung von Vertrauenslagen zugeschnitten ist, wird sie dennoch auch auf Fälle angewandt, die nach kontinentaler Vorstellung als Drohung aufgefasst werden.
Die Fälle physischen Zwangs sind unproblematisch zu entscheiden: Handlungen, die unter physischem Zwang stattfinden, sind rechtlich nicht bindend. Schwieriger ist es, diejenigen Fälle der Drohung ausfindig zu machen, die einen Vertrag zu Fall bringen sollen: Die Drohung, ein Arbeitsangebot abzulehnen und für einen Konkurrenten zu arbeiten, wenn der potentielle Arbeitgeber die Gehaltsvereinbarung nicht erhöht, wird in allen Rechtsordnungen nicht als Wirksamkeitshindernis für den Vertrag aufgefasst. Es müssen also aus den Fällen der Drohung diejenigen ausgesondert werden, die rechtlich zu missbilligen sind.
In den kontinentaleuropäischen Kodifikationen werden diese Fälle nur generalklauselartig umschrieben: Das deutsche BGB verlangt, dass die Drohung „widerrechtlich“ sein muss (§ 123 BGB), ebenso § 870 ABGB in Österreich, Art. 29 Abs. 1 OR in der Schweiz und Art. 3:44 Abs. 2 des niederländischen NBW. Damit werden zunächst alle Fälle erfasst, in denen das angedrohte Verhalten gegen geltendes Recht verstößt: etwa strafrechtliche Tötungs- oder Eigentumsdelikte gegen den Vertragspartner.
Die klassische ökonomische Analyse des Rechts sieht den Ansatzpunkt zur Scheidung von einklagbaren und nicht einklagbaren Verträgen in der utilitaristischen Funktion des Vertrages. Als Faustformel gilt: Ist ein Versprechen der Preis dafür, durch Kooperation produktiver zu sein als ohne Kooperation, so soll es einklagbar sein. Wird das Versprechen dadurch erreicht, dass damit gedroht wird Werte zu zerstören oder unfreiwillig umzuverteilen, so soll es nicht einklagbar sein.

### Vertragsverletzung
Eine Vertragsverletzung liegt immer dann vor, wenn eine Partei sich vertragswidrig verhält, also entweder die vereinbarte Leistung nicht, mangelhaft oder verspätet erbringt, oder sonstige Pflichten aus dem Vertrag verletzt. Die Abgrenzung der verschiedenen Fälle ist im Detail äußerst komplex und gleichzeitig maßgeblich für die daraus erwachsenden Rechte und Rechtsfolgen für beide Parteien. Grob lassen sich Vertragsverletzungen wie folgt unterteilen:
- Eine Partei kann die vereinbarte Leistung aus tatsächlichen Gründen nicht erbringen. Beispiel: Ein bereits verkauftes Auto wird noch vor der Übergabe zerstört; der Verkäufer kann das Auto nicht mehr übergeben.
- Die vereinbarte Leistung kann zwar erbracht werden, der Schuldner erbringt sie jedoch nur mit zeitlicher Verzögerung. Beispiel: Der Bau eines Hauses wird erst drei Monate nach dem vertraglich festgelegten Zeitpunkt vollendet; der Einzug des Bauherren verzögert sich.
- Die vereinbarte Leistung wird zwar erbracht, jedoch nicht in der vertraglich vereinbarten Qualität. Beispiel: Ein beauftragter Maler streicht eine Wand in einer anderen Farbe als vereinbart.
- Die vereinbarte Leistung wird erbracht, der Schuldner verletzt jedoch Nebenpflichten aus dem Vertragsverhältnis. Beispiel: Ein Klempner repariert wie vereinbart das defekte Waschbecken, beschädigt dabei jedoch die Badfliesen des Auftraggebers.

In all diesen Fällen stellt sich die Frage, ob der Vertrag dadurch automatisch hinfällig geworden ist (z. B. durch Erfüllung), ob sich eine Partei durch Erklärung von dem Vertrag lösen kann (durch Widerruf, Anfechtung, Rücktritt, Kündigung) ob eine oder beide Parteien weiterhin auf die Erfüllung der vereinbarten Pflichten bestehen können (Unmöglichkeit) oder ob eine oder beide Parteien eine Kompensation für etwaig entstandene Schäden fordern können (Schadensersatz).